# Boutefas

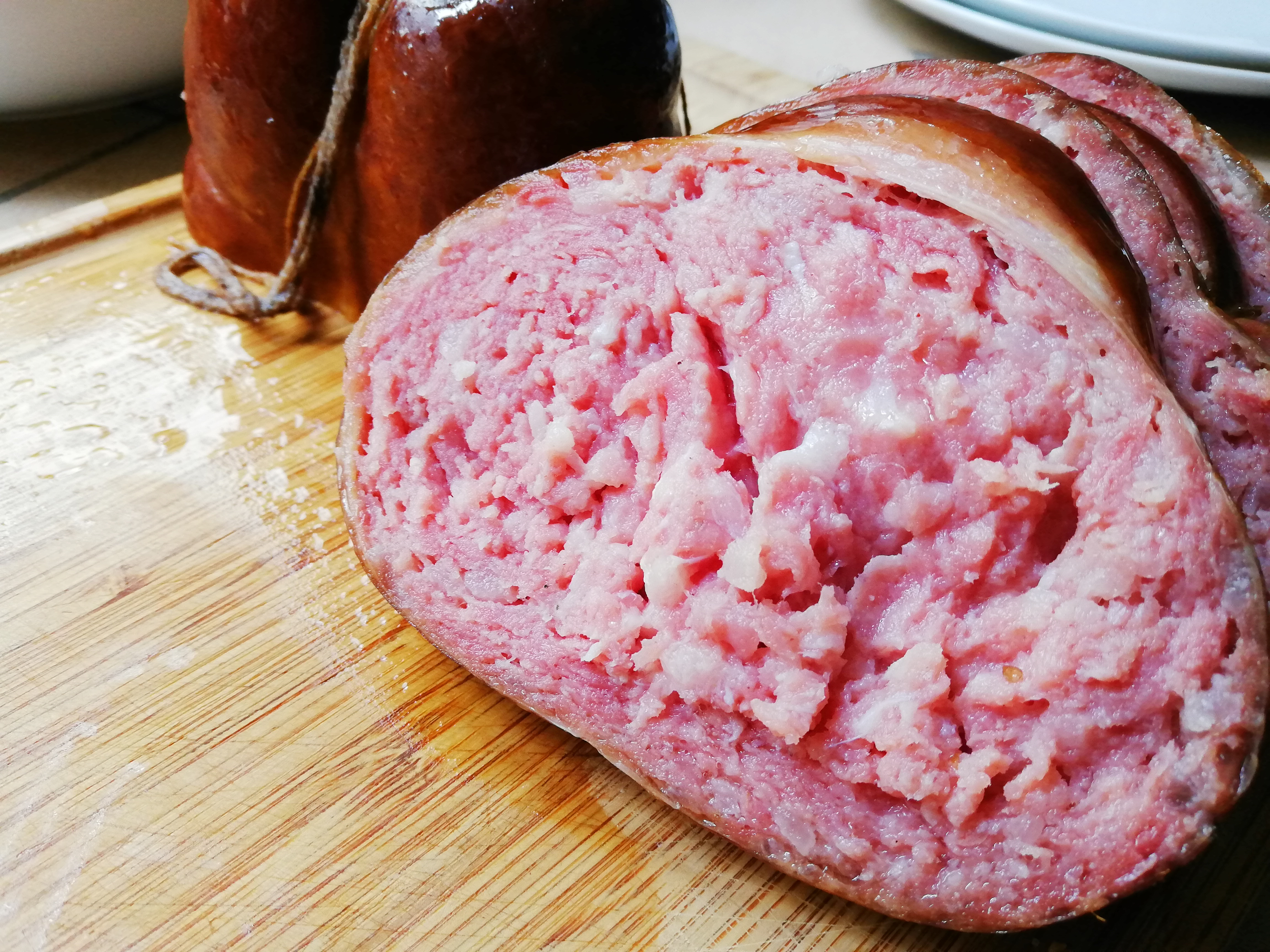
Boutefas

Der (auch die) Boutefas ([bɔt.fa], syn. Saucisson de Payerne) ist eine traditionelle Waadtländer Rohwurst aus Schweinefleisch, Speck, Pökelsalz, Gewürzen und – je nach Hersteller – Wein oder Schnaps, die zwischen 600 Gramm und 3 kg wiegt. Der Name Boutefas stammt aus dem Waadtländer Patois und bedeutet im Schweizer Französisch boute la faim, also ‹verjagt den Hunger›.
Zur Herstellung wird das grob gehackte Schweinefleisch in einen Schweineblinddarm gepackt, dieser am offenen Ende mit einer Schnur verschlossen und die Wurst anschliessend kalt geräuchert. Das Schweinefleisch muss von mindestens 180 Tagen alten Schweinen aus dem Kanton Waadt stammen, die innerhalb des Kantons gezüchtet, aufgezogen, geschlachtet und zerteilt worden sind. Das Verhältnis Fleisch zu Speck beträgt 3:2.
Zur Zubereitung wird der Boutefas in heissem Wasser pochiert oder auf Gemüse gegart. Eine traditionelle Beilage ist beispielsweise der Papet Vaudois.
Der Boutefas wurde am 16. Dezember 2021 als AOC durch das Bundesamt für Landwirtschaft registriert. Das Pflichtenheft für die Herstellung wurde am 11. September 2000 publiziert.